# Danh sách xã thuộc tỉnh Bắc Giang
Tính đến ngày 1 tháng 1 năm 2025, tỉnh Bắc Giang có 192 đơn vị hành chính cấp xã, trong đó có 143 xã.
Dưới đây là danh các xã thuộc tỉnh Bắc Giang hiện nay.
| Xã           | Trực thuộc          | Diện tích (km²) | Dân số (người) | Mật độ dân số (người/km²) | Thành lập |
| ------------ | ------------------- | --------------- | -------------- | ------------------------- | --------- |
| An Bá        | Huyện Sơn Động      |                 |                |                           |           |
| An Dương     | Huyện Tân Yên       |                 |                |                           |           |
| An Hà        | Huyện Lạng Giang    |                 |                |                           |           |
| An Lạc       | Huyện Sơn Động      |                 |                |                           |           |
| An Thượng    | Huyện Yên Thế       |                 |                |                           |           |
| Bảo Đài      | Huyện Lục Nam       |                 |                |                           |           |
| Bảo Sơn      | Huyện Lục Nam       |                 |                |                           |           |
| Bắc Lũng     | Huyện Lục Nam       |                 |                |                           |           |
| Biên Sơn     | Huyện Lục Ngạn      |                 |                |                           |           |
| Bình Sơn     | Huyện Lục Nam       |                 |                |                           |           |
| Canh Nậu     | Huyện Yên Thế       |                 |                |                           |           |
| Cao Xá       | Huyện Tân Yên       |                 |                |                           |           |
| Cẩm Đàn      | Huyện Sơn Động      |                 |                |                           |           |
| Cẩm Lý       | Huyện Lục Nam       |                 |                |                           |           |
| Cấm Sơn      | Huyện Lục Ngạn      |                 |                |                           |           |
| Châu Minh    | Huyện Hiệp Hòa      |                 |                |                           |           |
| Chu Điện     | Huyện Lục Nam       |                 |                |                           |           |
| Cương Sơn    | Huyện Lục Nam       |                 |                |                           |           |
| Danh Thắng   | Huyện Hiệp Hòa      |                 |                |                           |           |
| Dương Đức    | Huyện Lạng Giang    |                 |                |                           |           |
| Dương Hưu    | Huyện Sơn Động      |                 |                |                           |           |
| Đại Lâm      | Huyện Lạng Giang    |                 |                |                           |           |
| Đại Sơn      | Huyện Sơn Động      |                 |                |                           |           |
| Đan Hội      | Huyện Lục Nam       |                 |                |                           |           |
| Đào Mỹ       | Huyện Lạng Giang    |                 |                |                           |           |
| Đèo Gia      | Huyện Lục Ngạn      |                 |                |                           |           |
| Đoan Bái     | Huyện Hiệp Hòa      |                 |                |                           |           |
| Đồng Cốc     | Huyện Lục Ngạn      |                 |                |                           |           |
| Đông Hưng    | Huyện Lục Nam       |                 |                |                           |           |
| Đồng Hưu     | Huyện Yên Thế       |                 |                |                           |           |
| Đồng Kỳ      | Huyện Yên Thế       |                 |                |                           |           |
| Đồng Lạc     | Huyện Yên Thế       |                 |                |                           |           |
| Đông Lỗ      | Huyện Hiệp Hòa      |                 |                |                           |           |
| Đông Phú     | Huyện Lục Nam       |                 |                |                           |           |
| Đồng Phúc    | Thành phố Bắc Giang |                 |                |                           |           |
| Đông Sơn     | Huyện Yên Thế       |                 |                |                           |           |
| Đồng Tâm     | Huyện Yên Thế       |                 |                |                           |           |
| Đồng Tiến    | Huyện Hiệp Hòa      |                 |                |                           |           |
| Đồng Tiến    | Huyện Yên Thế       |                 |                |                           |           |
| Đồng Việt    | Thành phố Bắc Giang |                 |                |                           |           |
| Đồng Vương   | Huyện Yên Thế       |                 |                |                           |           |
| Đức Giang    | Thành phố Bắc Giang |                 |                |                           |           |
| Giáo Liêm    | Huyện Sơn Động      |                 |                |                           |           |
| Giáp Sơn     | Huyện Lục Ngạn      |                 |                |                           |           |
| Hoàng Vân    | Huyện Hiệp Hòa      |                 |                |                           |           |
| Hộ Đáp       | Huyện Lục Ngạn      |                 |                |                           |           |
| Hợp Đức      | Huyện Tân Yên       |                 |                |                           |           |
| Hợp Thịnh    | Huyện Hiệp Hòa      |                 |                |                           |           |
| Hùng Thái    | Huyện Hiệp Hòa      |                 |                |                           |           |
| Huyền Sơn    | Huyện Lục Nam       |                 |                |                           |           |
| Hương Lạc    | Huyện Lạng Giang    |                 |                |                           |           |
| Hương Lâm    | Huyện Hiệp Hòa      |                 |                |                           |           |
| Hương Mai    | Thị xã Việt Yên     |                 |                |                           |           |
| Hương Sơn    | Huyện Lạng Giang    |                 |                |                           |           |
| Hương Vỹ     | Huyện Yên Thế       |                 |                |                           |           |
| Hữu Sản      | Huyện Sơn Động      |                 |                |                           |           |
| Khám Lạng    | Huyện Lục Nam       |                 |                |                           |           |
| Kiên Lao     | Thị xã Chũ          |                 |                |                           |           |
| Kiên Thành   | Thị xã Chũ          |                 |                |                           |           |
| Kim Sơn      | Huyện Lục Ngạn      |                 |                |                           |           |
| Lam Sơn      | Huyện Tân Yên       |                 |                |                           |           |
| Lan Mẫu      | Huyện Lục Nam       |                 |                |                           |           |
| Lãng Sơn     | Thành phố Bắc Giang |                 |                |                           |           |
| Lệ Viễn      | Huyện Sơn Động      |                 |                |                           |           |
| Liên Chung   | Huyện Tân Yên       |                 |                |                           |           |
| Liên Sơn     | Huyện Tân Yên       |                 |                |                           |           |
| Long Sơn     | Huyện Sơn Động      |                 |                |                           |           |
| Lục Sơn      | Huyện Lục Nam       |                 |                |                           |           |
| Lương Phong  | Huyện Hiệp Hòa      |                 |                |                           |           |
| Mai Đình     | Huyện Hiệp Hòa      |                 |                |                           |           |
| Mai Trung    | Huyện Hiệp Hòa      |                 |                |                           |           |
| Minh Đức     | Thị xã Việt Yên     |                 |                |                           |           |
| Mỹ An        | Thị xã Chũ          |                 |                |                           |           |
| Mỹ Thái      | Huyện Lạng Giang    |                 |                |                           |           |
| Nam Dương    | Thị xã Chũ          |                 |                |                           |           |
| Nghĩa Hòa    | Huyện Lạng Giang    |                 |                |                           |           |
| Nghĩa Hưng   | Huyện Lạng Giang    |                 |                |                           |           |
| Nghĩa Phương | Huyện Lục Nam       |                 |                |                           |           |
| Nghĩa Trung  | Thị xã Việt Yên     |                 |                |                           |           |
| Ngọc Châu    | Huyện Tân Yên       |                 |                |                           |           |
| Ngọc Lý      | Huyện Tân Yên       |                 |                |                           |           |
| Ngọc Sơn     | Huyện Hiệp Hòa      |                 |                |                           |           |
| Ngọc Thiện   | Huyện Tân Yên       |                 |                |                           |           |
| Ngọc Vân     | Huyện Tân Yên       |                 |                |                           |           |
| Phong Minh   | Huyện Lục Ngạn      |                 |                |                           |           |
| Phong Vân    | Huyện Lục Ngạn      |                 |                |                           |           |
| Phú Nhuận    | Huyện Lục Ngạn      |                 |                |                           |           |
| Phúc Hòa     | Huyện Tân Yên       |                 |                |                           |           |
| Phúc Sơn     | Huyện Sơn Động      |                 |                |                           |           |
| Quang Thịnh  | Huyện Lạng Giang    |                 |                |                           |           |
| Quang Trung  | Huyện Tân Yên       |                 |                |                           |           |
| Quế Nham     | Huyện Tân Yên       |                 |                |                           |           |
| Quý Sơn      | Thị xã Chũ          |                 |                |                           |           |
| Quỳnh Sơn    | Thành phố Bắc Giang |                 |                |                           |           |
| Sa Lý        | Huyện Lục Ngạn      |                 |                |                           |           |
| Song Vân     | Huyện Tân Yên       |                 |                |                           |           |
| Sơn Hải      | Huyện Lục Ngạn      |                 |                |                           |           |
| Sơn Thịnh    | Huyện Hiệp Hòa      |                 |                |                           |           |
| Tam Dị       | Huyện Lục Nam       |                 |                |                           |           |
| Tam Tiến     | Huyện Yên Thế       |                 |                |                           |           |
| Tân Dĩnh     | Huyện Lạng Giang    |                 |                |                           |           |
| Tân Hiệp     | Huyện Yên Thế       |                 |                |                           |           |
| Tân Hoa      | Huyện Lục Ngạn      |                 |                |                           |           |
| Tân Hưng     | Huyện Lạng Giang    |                 |                |                           |           |
| Tân Lập      | Huyện Lục Ngạn      |                 |                |                           |           |
| Tân Mộc      | Huyện Lục Ngạn      |                 |                |                           |           |
| Tân Quang    | Huyện Lục Ngạn      |                 |                |                           |           |
| Tân Sỏi      | Huyện Yên Thế       |                 |                |                           |           |
| Tân Sơn      | Huyện Lục Ngạn      |                 |                |                           |           |
| Tân Thanh    | Huyện Lạng Giang    |                 |                |                           |           |
| Tân Trung    | Huyện Tân Yên       |                 |                |                           |           |
| Thái Đào     | Huyện Lạng Giang    |                 |                |                           |           |
| Thanh Lâm    | Huyện Lục Nam       |                 |                |                           |           |
| Thanh Luận   | Huyện Sơn Động      |                 |                |                           |           |
| Thượng Lan   | Thị xã Việt Yên     |                 |                |                           |           |
| Thường Thắng | Huyện Hiệp Hòa      |                 |                |                           |           |
| Tiến Dũng    | Thành phố Bắc Giang |                 |                |                           |           |
| Tiên Lục     | Huyện Lạng Giang    |                 |                |                           |           |
| Tiên Nha     | Huyện Lục Nam       |                 |                |                           |           |
| Tiên Sơn     | Thị xã Việt Yên     |                 |                |                           |           |
| Tiến Thắng   | Huyện Yên Thế       |                 |                |                           |           |
| Toàn Thắng   | Huyện Hiệp Hòa      |                 |                |                           |           |
| Trí Yên      | Thành phố Bắc Giang |                 |                |                           |           |
| Trung Sơn    | Thị xã Việt Yên     |                 |                |                           |           |
| Trường Giang | Huyện Lục Nam       |                 |                |                           |           |
| Trường Sơn   | Huyện Lục Nam       |                 |                |                           |           |
| Tuấn Đạo     | Huyện Sơn Động      |                 |                |                           |           |
| Tư Mại       | Thành phố Bắc Giang |                 |                |                           |           |
| Vân Hà       | Thị xã Việt Yên     |                 |                |                           |           |
| Vân Sơn      | Huyện Sơn Động      |                 |                |                           |           |
| Việt Lập     | Huyện Tân Yên       |                 |                |                           |           |
| Việt Ngọc    | Huyện Tân Yên       |                 |                |                           |           |
| Việt Tiến    | Thị xã Việt Yên     |                 |                |                           |           |
| Vĩnh An      | Huyện Sơn Động      |                 |                |                           |           |
| Vô Tranh     | Huyện Lục Nam       |                 |                |                           |           |
| Xuân Cẩm     | Huyện Hiệp Hòa      |                 |                |                           |           |
| Xuân Hương   | Huyện Lạng Giang    |                 |                |                           |           |
| Xuân Lương   | Huyện Yên Thế       |                 |                |                           |           |
| Xuân Phú     | Thành phố Bắc Giang |                 |                |                           |           |
| Xương Lâm    | Huyện Lạng Giang    |                 |                |                           |           |
| Yên Định     | Huyện Sơn Động      |                 |                |                           |           |
| Yên Lư       | Thành phố Bắc Giang |                 |                |                           |           |
| Yên Sơn      | Huyện Lục Nam       |                 |                |                           |           |